# Chibi-Robo! Park Patrol
Chibi-Robo! Park Patrol (咲かせて!ちびロボ!, Sakasete! Chibi-Robo!) est un jeu vidéo de plates-formes développé par Skip et édité par Nintendo, sorti en 2007 sur Nintendo DS.

## Accueil
- Famitsu : 31/40[1]